# Géry de Cambrai
Pour les articles homonymes, voir Saint-Géry et Géry.
Géry de Cambrai, en latin Gaugericus (aussi nommé Gorik, Gau ; en wallon, Djèri) (né vers 550 - mort un 11 août vers 623), est un évêque de Cambrai du VIIe siècle. 

## Vie et œuvre
Géry naquit dans le diocèse de Trèves, à Eposium ou Eposio Vicus (Yvois, aujourd'hui Carignan), de parents de souche gallo-romaine, Gaudentius et Austadiola. La tradition veut que l'évêque de Trèves, Magnéric, ait été si impressionné par la piété du jeune homme qu'il le fit ordonner diacre dès qu'il sut son psautier par cœur. Géry occupa le siège épiscopal de Cambrai-Arras vers 585, sous le règne de Childebert II. Il fut consacré par Egidius, évêque de Reims. 
Géry se consacra à la lutte contre le paganisme. Il détruisit des idoles, peut-être consacrées au culte d'Odin ou de Teutates, au Mont-des-Bœufs à Cambrai, y plaça une communauté de religieux et dédia leur église à saint Médard, évêque de Noyon mort un peu plus tôt, et à saint Loup. Il fut enterré dans cette même église, où il fut à son tour vénéré. Géry construisit aussi une église consacrée à saint Martin, où il fit déposer des reliques de ce saint. Le clocher de cette église devait devenir, bien plus tard, le beffroi de la ville. Ayant obtenu des morceaux de la Sainte Croix, Géry fit encore construire une église pour les abriter. Enfin il fit édifier un palais épiscopal près de sa cathédrale. Il transféra, entre 584 et 590, le siège épiscopal d'Arras à Cambrai. Géry entretint des rapports étroits avec Clotaire II, qui succéda à Childebert comme souverain de Cambrai. Son œuvre fut capitale dans le développement de la ville, notamment par le nombre des constructions qu'il y laissa et les pèlerinages qu'il y attira.
Il se rendit lui-même en pèlerinage au tombeau de saint Martin à Tours et participa au concile de Paris en 614. 
Selon la légende, Géry éleva une chapelle (à saint Michel, plus tard cathédrale Saints-Michel-et-Gudule), qui devint bientôt une église et donna naissance à la ville de Bruxelles, dont il avait chassé un dragon dont l'antre était situé là où fut construite par la suite l'Impasse du Dragon (Draeckenganck), rebaptisée plus tard Impasse de la Poupée (Poppegang) .

## Reliques
Des reliques du saint ont été données à Carignan, à l'église Saint-Géry de Valenciennes, à l'abbaye du Saint-Sépulcre de Cambrai, devenue cathédrale après la destruction de l'ancienne après la Révolution, à celle d'Arras, à l'abbaye de Liessies, à la collégiale Saint-Pierre de Douai, à l'église Saint-Donat de Bruges, à l'église Saint-Géry de Bierne et à l'église Saint-Géry de Bruxelles. Son reliquaire est encore exposé dans le transept sud de l'église Saint-Géry de Cambrai.

## Vénération
Géry est crédité de quelques miracles, la guérison d'un lépreux, d'un aveugle, et au cours de ses pérégrinations il libéra de nombreux prisonniers, criminels, enfants emmenés en esclavage. On dit qu'il délivra son diocèse d'un dragon. Géry fut vénéré aussitôt après sa mort. On le fête le 11 août. Il est co-patron de l'archidiocèse de Cambrai, et patron de nombreuses églises des régions de Cambrai, de Bierne, de Valenciennes et d'Arras, ainsi qu'en Belgique.
Géry est un saint thaumaturge qu'on invoque pour la libération des prisonniers, la guérison des lépreux et les maladies de la peau, contre les maladies du bétail, la phtisie et les difformités des jambes. 
De ce don pour délivrer les captifs se rattache sa puissance de délivrer les victimes du démon et des influences de personnes mal intentionnées.

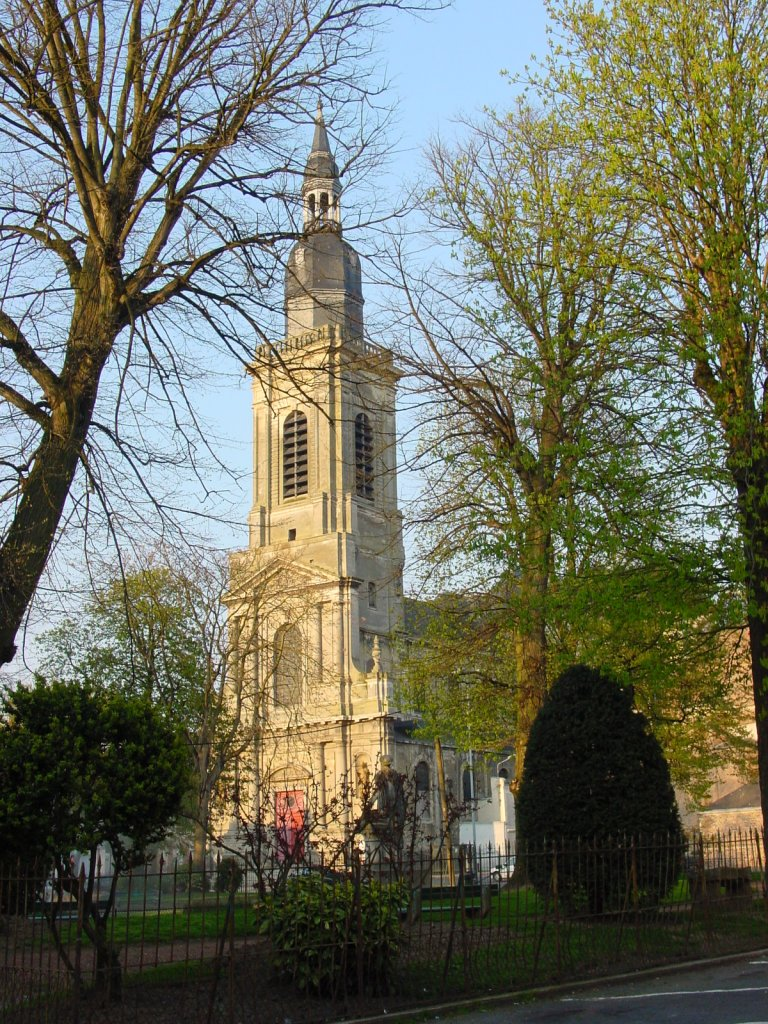
L'église Saint-Géry à Cambrai.
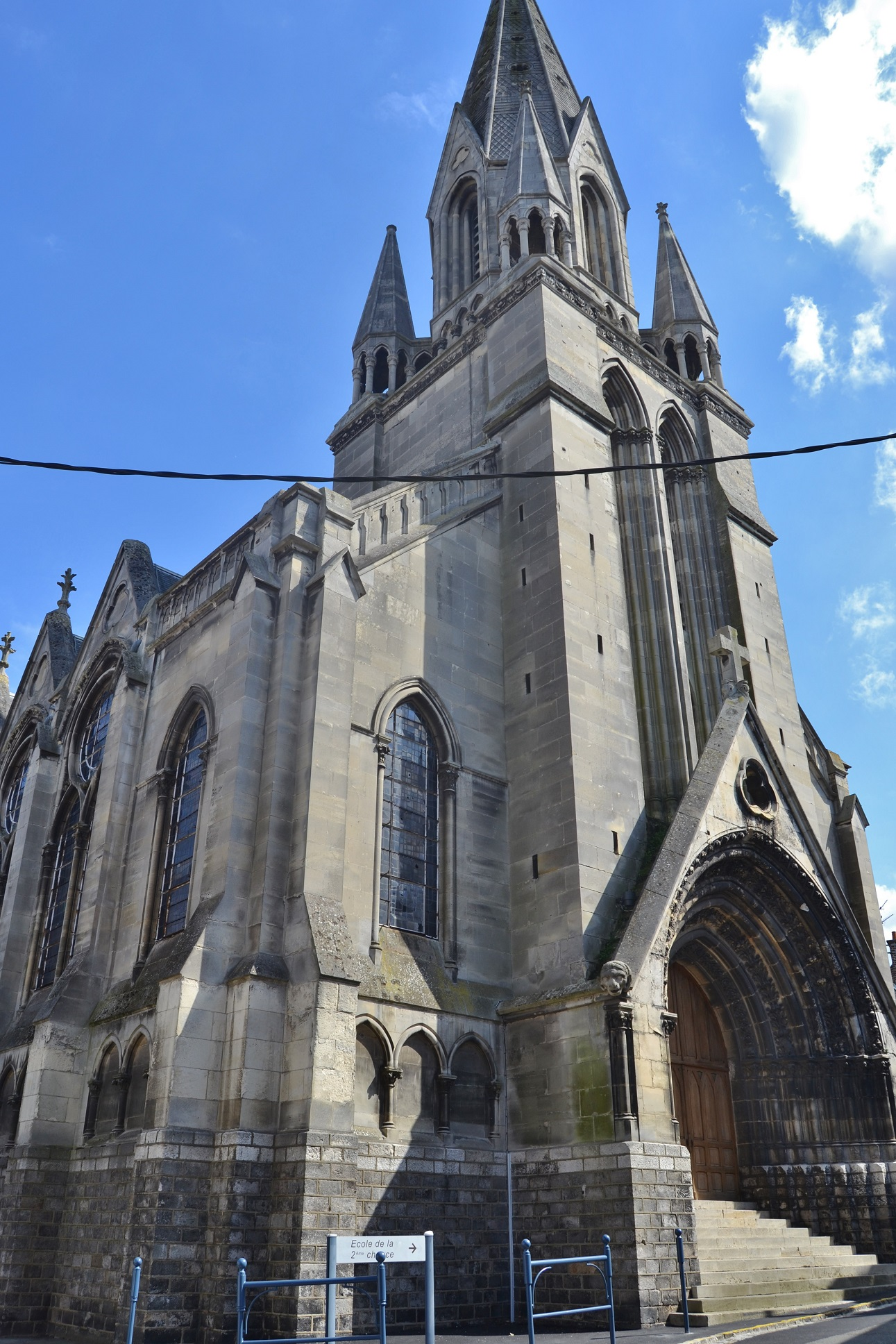
L'église Saint-Géry d'Arras.
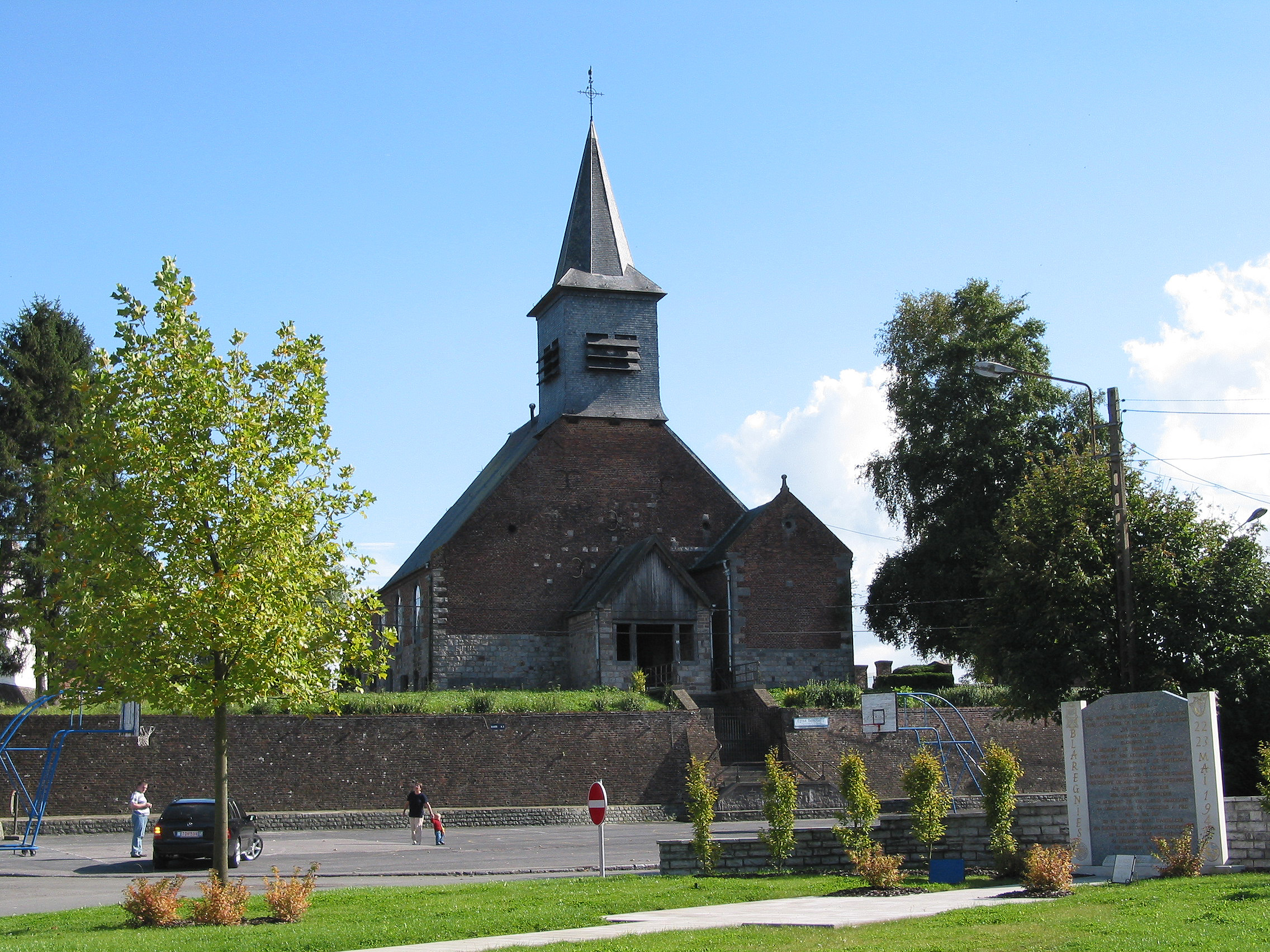
L'église Saint-Géry à Blaregnies.
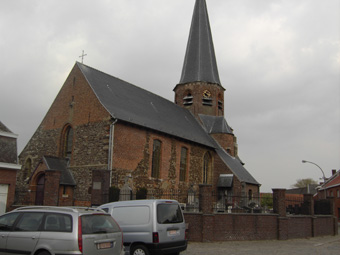
L'église Saint-Géry (Sint Goriks) à Audenhove-Saint-Géry (Sint-Goriks-Oudenhove).
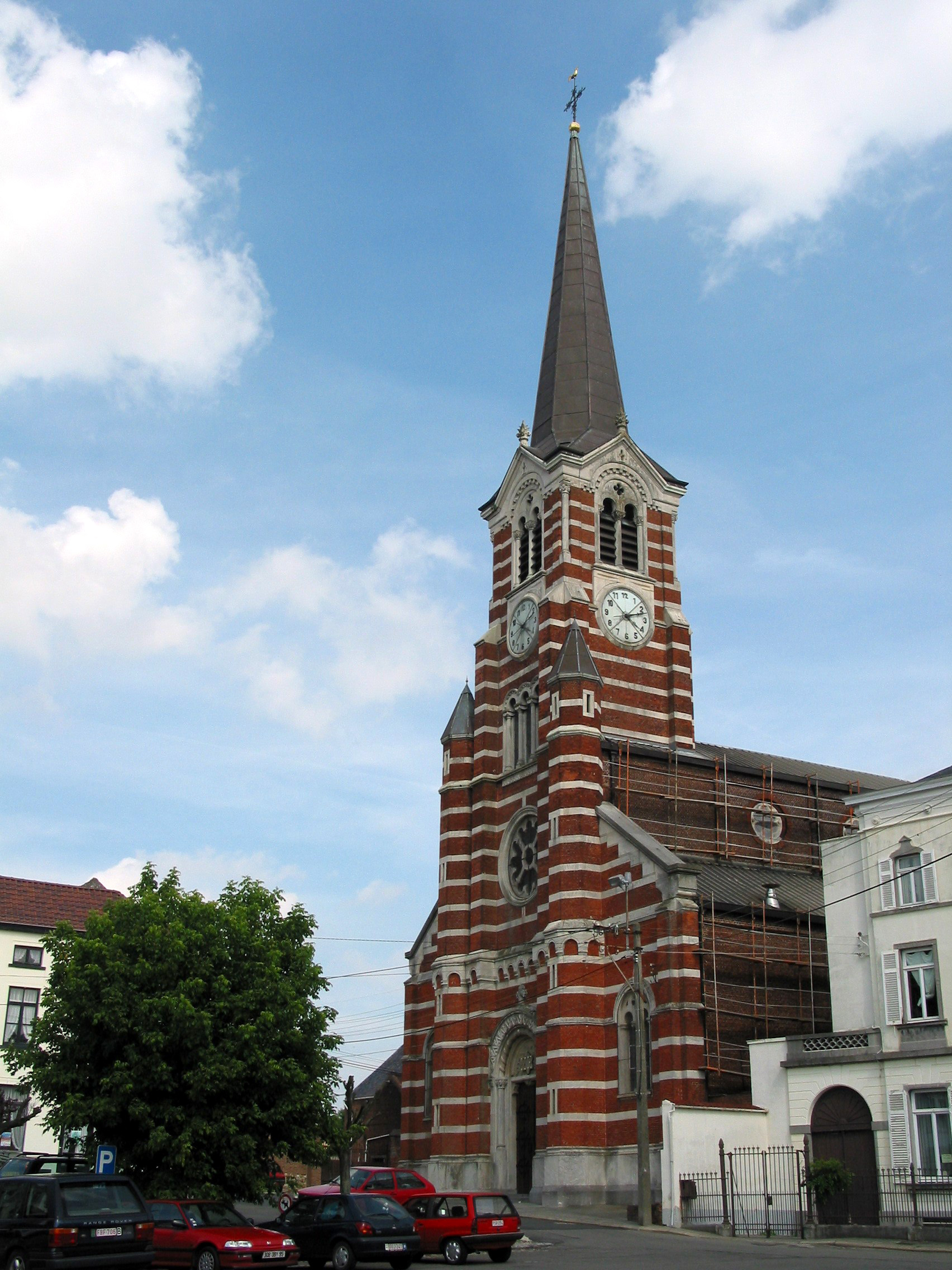
L'église Saint-Géry à Rebecq (1867).
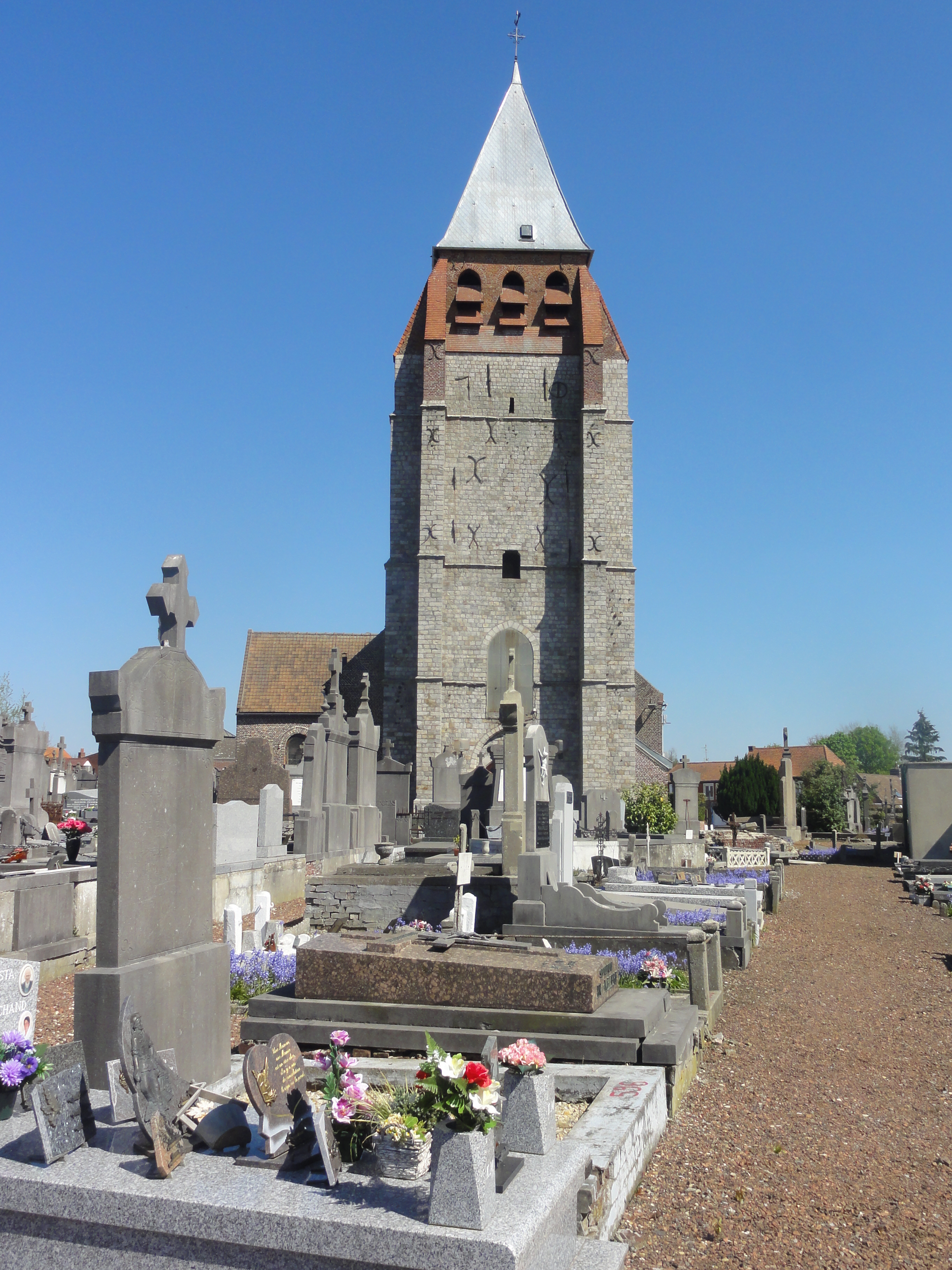
L'église Saint-Géry à Raimbeaucourt.

## Sources et bibliographie
- Mémoire de Cambrai, sous la direction de Michel Dussart, Société d'émulation de Cambrai, 2004.
- Histoire de Cambrai, sous la direction de Louis Trénard, Presses universitaires de Lille, 1982.
- Pierre Pierrard, Histoire du Nord, Hachette, 1978.
- Jean-Baptiste-Joseph Boulliot, Biographie ardennaise ou Histoire des Ardennais qui se sont fait remarquer par leurs écrits, leurs actions, leurs vertus et leurs erreurs, en 2 volumes, Paris, 1830, vol. 2, p. 468-470 [lire en ligne].
- (en) St. Géry dans la Catholic Encyclopedia.
- (it) San Gaugerico di Cambrai.